# Kiichi Nakai
Kiichi Nakai (中井貴一, Nakai Kiichi), né le 18 septembre 1961 à Setagaya, est un acteur japonais.

## Biographie
Kiichi Nakai est le fils de l'acteur Keiji Sada. Sa sœur ainée Kie Nakai (en) est aussi actrice.

## Filmographie partielle

### Cinéma
- 1981 : Rengo kantai (連合艦隊?) de Shūe Matsubayashi : Masato Odagiri
- 1983 : C'est dur d'être un homme : Priez pour nous Tora-san (男はつらいよ 口笛を吹く寅次郎, Otoko wa tsurai yo: Kuchibue o fuku Torajirō?) de Yōji Yamada : Kazumichi Ishibashi
- 1985 : La Harpe de Birmanie (ビルマの竪琴, Biruma no tategoto?) de Kon Ichikawa : Mizushima
- 1985 : La Table vide (食卓のない家, Shokutaku no nai ie?) de Masaki Kobayashi : Otohiko Kidoji
- 1986 : Jours de joie et de tristesse (新・喜びも悲しみも幾歳月, Shin yorokobimo kanashimimo ikutoshitsuki?) de Keisuke Kinoshita : Daimon
- 1986 : Prise finale (キネマの天地, Kinema no tenchi?) de Yōji Yamada : Kenjirō Shimada
- 1986 : Kokushi musō (国士無双?) de Nobuhiko Hosaka
- 1987 : L'Actrice (映画女優, Eiga joyū?) de Kon Ichikawa : Heinosuke Gosho
- 1987 : La Princesse de la Lune (竹取物語, Taketori monogatari?) de Kon Ichikawa
- 1990 : Tokyo Heaven (東京上空いらっしゃいませ, Tōkyō jōkū irasshaimase?) de Shinji Sōmai : Fumio Amamiya
- 1993 : Déménagement (お引越し, Ohikkoshi?) de Shinji Sōmai : Ken'ichi Urushiba
- 1994 : Les 47 Rōnin (四十七人の刺客, Shijūshichinin no shikaku?) de Kon Ichikawa : Matashirō Irobe
- 1995 : Marks (マークスの山, Mākusu no yama?) de Yōichi Sai : Yuichiro Goda
- 1998 : Love Letter (ラブ・レター, Rabu retā?) d'Azuma Morisaki : Goro Takano
- 1998 : Ai o kō hito (愛を乞うひと?) de Hideyuki Hirayama : Fumio Chin
- 1999 : Fukurō no shiro (梟の城?) de Masahiro Shinoda : Tsuzura Juzo
- 2001 : Le Chemin des lucioles (ホタル, Hotaru?) de Yasuo Furuhata : Nakajima
- 2002 : When the Last Sword Is Drawn (壬生義士伝, Mibu gishi den?) de Yōjirō Takita : Kan'ichiro Yoshimura
- 2003 : Les Guerriers de l'empire céleste (天地英雄, Tian di ying xiong) de He Ping : Lai Qi
- 2005 : Riding Alone : Pour un fils (千里走单骑, Qian li zou dan qi) de Zhang Yimou : Ken'ichi Takata (voix)
- 2005 : Aegis (亡国のイージス, Bōkoku no iijisu?) de Junji Sakamoto : Yong Fa
- 2007 : Dororo (どろろ, Dororo?) d'Akihiko Shiota : Kagemitsu Daigo
- 2008 : The Magic Hour (ザ・マジックアワー, Za majikku awā?) de Kōki Mitani
- 2014 : Zakurosaka no adauchi (柘榴坂の仇討?) de Setsurō Wakamatsu : Shimura Kingo
- 2017 : Honnōji Hotel (本能寺ホテル, Honnō-ji hoteru?) de Masayuki Suzuki : narrateur
- 2018 : Uso happyaku (嘘八百?) de Masaharu Take : Norio Koike
- 2019 : Kūbo ibuki (空母いぶき?) de Setsurō Wakamatsu : Keiichi Nakano
- 2019 : Kioku ni gozaimasen (記憶にございません!?) de Kōki Mitani : Keisuke Kuroda
- 2020 : Uso happyaku: Kyōmachi rowaiyaru (嘘八百　京町ロワイヤル?) de Masaharu Take : Norio Koike

### Télévision
- 1988 : Takeda Shingen (武田信玄?) (Taiga drama)
- 2006 : HERO : Akihiko Takita (épisode spécial)
- 2009 : Smile (スマイル, Sumairu?) : Kazuma Ito

## Distinctions
Sauf indication contraire, les informations mentionnées dans cette section peuvent être confirmées par la base de données cinématographiques IMDb,  présente dans la section « Liens externes ».

### Récompenses
- Japan Academy Prize :
  - du meilleur nouvel acteur pour Rengo kantai en 1982[1]
  - du meilleur acteur dans un second rôle pour Les 47 Rōnin en 1995[2]
  - du meilleur acteur pour When the Last Sword Is Drawn en 2004[3]
- Hōchi Film Award :
  - du meilleur acteur dans un second rôle pour Les 47 Rōnin en 1994[4]
  - du meilleur acteur pour Kioku ni gozaimasen en 2019[4]
- Prix Kinema Junpō :
  - du meilleur acteur dans un second rôle pour Les 47 Rōnin en 1995[5]
- Nikkan Sports Film Award :
  - du meilleur acteur pour When the Last Sword Is Drawn en 2003[6]
- Festival du film de Yokohama :
  - prix du meilleur acteur pour Love Letter et Ai o kou hito en 1999
- Asia-Pacific Film Festival
  - prix du meilleur acteur dans un second rôle pour Ai o kou hito en 1998
- Blue Ribbon Awards :
  - prix du meilleur acteur pour Kioku ni gozaimasen en 2020[7]

### Nominations
- Japan Academy Prize :
  - du meilleur acteur pour Marks en 1996[8]
  - du meilleur acteur pour Fukurō no shiro en 2000[9]
  - du meilleur acteur dans un second rôle pour Aegis en 2006[10]
  - du meilleur acteur pour Zakurosaka no adauchi en 2015[11]
  - prix du meilleur acteur pour Kioku ni gozaimasen en 2020[12]
- Asian Film Critics Association Awards :
  - NETPAC du meilleur acteur pour Kioku ni gozaimasen